# Andrea Jaeger
Andrea Jaeger (Chicago, Illinois, 1965. június 4. –) vegyes párosban Grand Slam-tornagyőztes visszavonult amerikai teniszezőnő.
1980–1985 közötti pályafutása során tíz egyéni és négy páros WTA-tornagyőzelmet szerzett. Legjobb világranglista helyezése egyéniben a 2. hely volt 1981. augusztus 17-én.
A Grand Slam-tornákon a legjobb eredményét 1981-ben a Roland Garros bajnokságon érte el, ahol honfitársa Jimmy Arias társaként bajnok lett a vegyes páros versenyben. Egyéniben döntőt játszott 1982-ben a Roland Garroson és 1983-ban Wimbledonban, párosban elődöntős volt 1980-ban a US Openen. 1981-ben bejutott a WTA év végi világbajnokságának döntőjébe, ahol Martina Navratilovától szenvedett vereséget.

## Grand Slam-döntők

### Egyéni

#### Döntő (2)
| Év   | Torna         | Ellenfelek a döntőben | Eredmény a döntőben |
| 1982 | Roland Garros | Martina Navratilova   | 7–6(6), 6–1         |
| 1983 | Wimbledon     | Martina Navratilova   | 6–0, 6–3            |

### Vegyes páros

#### Győzelem (1)
| Év   | Torna         | Partner     | Ellenfelek a döntőben   | Eredmény a döntőben |
| 1981 | Roland Garros | Jimmy Arias | Betty Stöve Fred McNair | 7–6, 6–4            |

## Év végi világbajnokság döntő

### Egyéni: 1 (0–1)
| Eredmény | Év   | Helyszín | Borítás     | Ellenfél            | Eredmény    |
| -------- | ---- | -------- | ----------- | ------------------- | ----------- |
| Döntős   | 1981 | New York | Szőnyeg (f) | Martina Navratilova | 3–6, 6–7(3) |

## WTA-döntői

### Egyéni: 36 (10–26)
| Döntői                              |
| ----------------------------------- |
| Grand Slam-torna (0–2)              |
| Év végi világbajnokság (0–1)        |
| Virginia Slims, Avon, egyéb (10–23) |

| Borításonként |
| ------------- |
| Kemény (3–7)  |
| Fű (1–3)      |
| Salak (2–9)   |
| Szőnyeg (4–7) |

| Eredmény | No. | Dátum                | Torna                                        | Borítás     | Ellenfél            | Eredmény         |
| -------- | --- | -------------------- | -------------------------------------------- | ----------- | ------------------- | ---------------- |
| Győztes  | 1.  | 1980. január 14.     | Las Vegas                                    | Kemény (f)  | Barbara Potter      | 7–6, 4–6, 6–1    |
| Döntős   | 1.  | 1980. március 31.    | Edmond                                       | Salak       | Regina Maršíková    | 2–6, 2–6         |
| Győztes  | 2.  | 1980. június 2.      | Beckenham                                    | Fű          | Jo Durie            | 6–0, 6–1         |
| Döntős   | 2.  | 1980. augusztus 4.   | Indianapolis                                 | Salak       | Chris Evert-Lloyd   | 4–6, 3–6         |
| Döntős   | 3.  | 1980. augusztus 18.  | Mahwah                                       | Kemény      | Hana Mandlíková     | 7–6(0), 2–6, 2–6 |
| Győztes  | 3.  | 1980. szeptember 15. | Las Vegas                                    | Kemény (f)  | Hana Mandlíková     | 7–5, 4–6, 6–3    |
| Döntős   | 4.  | 1980. október 13.    | Deerfield Beach                              | Kemény      | Chris Evert-Lloyd   | 4–6, 1–6         |
| Győztes  | 4.  | 1980. november 10.   | Tampa                                        | Kemény      | Tracy Austin        | játék nélkül     |
| Döntős   | 5.  | 1981. január 7.      | Landover                                     | Szőnyeg (f) | Tracy Austin        | 2–6, 2–6         |
| Győztes  | 5.  | 1981. január 12.     | Kansas City                                  | Szőnyeg (f) | Martina Navratilova | 3–6, 6–3, 7–5    |
| Győztes  | 6.  | 1981. február 9.     | Bank of the West Classic, Oakland            | Szőnyeg (f) | Virginia Wade       | 6–3, 6–1         |
| Döntős   | 6.  | 1981. március 2.     | LA Women’s Tennis Championships, Los Angeles | Szőnyeg (f) | Martina Navratilova | 4–6, 0–6         |
| Döntős   | 7.  | 1981. március 22.    | Avon Championships                           | Szőnyeg (f) | Martina Navratilova | 3–6, 6–7(3)      |
| Döntős   | 8.  | 1981. április 27.    | Orlando                                      | Salak       | Martina Navratilova | 5–7, 3–6         |
| Döntős   | 9.  | 1981. június 15.     | AEGON International, Eastbourne              | Fű          | Tracy Austin        | 3–6, 4–6         |
| Győztes  | 7.  | 1981. augusztus 3.   | Indianapolis                                 | Salak       | Virginia Ruzici     | 6–1, 6–0         |
| Döntős   | 10. | 1981. október 12.    | Deerfield Beach                              | Kemény      | Chris Evert-Lloyd   | 6–4, 3–6, 0–6    |
| Döntős   | 11. | 1981. november 16.   | Perth                                        | Fű          | Pam Shriver         | 1–6, 6–7         |
| Döntős   | 12. | 1982. január 18.     | Seattle                                      | Szőnyeg (f) | Martina Navratilova | 2–6, 0–6         |
| Győztes  | 8.  | 1982. február 1.     | Detroit                                      | Szőnyeg (f) | Mima Jaušovec       | 2–6, 6–4, 6–2    |
| Győztes  | 9.  | 1982. február 22.    | Bank of the West Classic, Oakland            | Szőnyeg (f) | Chris Evert-Lloyd   | 7–6(5), 6–4      |
| Döntős   | 13. | 1982. április 3.     | Palm Beach Gardens                           | Salak       | Chris Evert-Lloyd   | 1–6, 5–7         |
| Döntős   | 14. | 1982. április 5.     | Family Circle Cup, Hilton Head Island        | Salak       | Martina Navratilova | 4–6, 2–6         |
| Döntős   | 15. | 1982. április 19.    | MPS Group Championships, Amelia Island       | Salak       | Chris Evert-Lloyd   | 3–6, 1–6         |
| Döntős   | 16. | 1982. május 24.      | Roland Garros                                | Salak       | Martina Navratilova | 6–7(6), 1–6      |
| Döntős   | 17. | 1982. augusztus 15.  | Rogers Cup Montréal                          | Kemény      | Martina Navratilova | 3–6, 5–7         |
| Döntős   | 18. | 1982. október 4.     | Deerfield Beach                              | Kemény      | Chris Evert-Lloyd   | 1–6, 1–6         |
| Döntős   | 19. | 1982. október 11.    | Tampa                                        | Kemény      | Chris Evert-Lloyd   | 6–3, 1–6, 4–6    |
| Döntős   | 20. | 1982. november 15.   | Tokió                                        | Szőnyeg (f) | Chris Evert-Lloyd   | 3–6, 2–6         |
| Győztes  | 10. | 1983. január 22.     | Avon Cup, Marco Island                       | Salak       | Hana Mandlíková     | 6–1, 6–3         |
| Döntős   | 21. | 1983. január 30.     | Palm Beach Gardens                           | Salak       | Chris Evert-Lloyd   | 3–6, 3–6         |
| Döntős   | 22. | 1983. február 14.    | Chicago                                      | Szőnyeg (f) | Martina Navratilova | 3–6, 2–6         |
| Döntős   | 23. | 1983. április 18.    | Orlando                                      | Salak       | Martina Navratilova | 1–6, 5–7         |
| Döntős   | 24. | 1983. június 20.     | Wimbledon                                    | Fű          | Martina Navratilova | 0–6, 3–6         |
| Döntős   | 25. | 1983. szeptember 18. | Tokió                                        | Szőnyeg (f) | Lisa Bonder         | 2–6, 7–5, 1–6    |
| Döntős   | 26. | 1984. április 30.    | Johannesburg                                 | Kemény (f)  | Chris Evert-Lloyd   | 3–6, 0–6         |

### Páros: 6 (4–2)
| Döntői                            |
| --------------------------------- |
| Grand Slam- tornák (0–0)          |
| Év végi világbajnokság (0–0)      |
| Virginia Slims, Avon, egyéb (4–2) |

| Borításonként |
| ------------- |
| Kemény (3–0)  |
| Fű (0–0)      |
| Salak (1–2)   |
| Szőnyeg (0–0) |

| Eredmény | No. | Dátum               | Torna                                 | Borítás | Partner          | Ellenfelek                         | Eredmény      |
| -------- | --- | ------------------- | ------------------------------------- | ------- | ---------------- | ---------------------------------- | ------------- |
| Győztes  | 1.  | 1980. augusztus 11. | Canada Masters, Toronto               | Kemény  | Regina Maršíková | Ann Kiyomura Betsy Nagelsen        | 6–1, 6–3      |
| Győztes  | 2.  | 1980. október 13.   | Deerfield Beach                       | Kemény  | Regina Maršíková | Martina Navratilova Candy Reynolds | 1–6, 6–1, 6–2 |
| Győztes  | 3.  | 1983. január 22.    | Marco Island                          | Salak   | Mary-Lou Piatek  | Rosie Casals Wendy Turnbull        | 7–5, 6–4      |
| Döntős   | 1.  | 1983. április 4.    | Family Circle Cup, Hilton Head Island | Salak   | Paula Smith      | Martina Navratilova Candy Reynolds | 2–6, 3–6      |
| Győztes  | 4.  | 1983. augusztus 15. | Toronto                               | Kemény  | Anne Hobbs       | Rosalyn Fairbank Candy Reynolds    | 6–4, 5–7, 7–5 |
| Döntős   | 2.  | 1984. január 23.    | Marco Island                          | Salak   | Anne Hobbs       | Hana Mandlíková Helena Suková      | 6–3, 2–6, 2–6 |